# Torre de l'Alcúdia
|  | Aquest article tracta sobre la torre d'Agres. Si cerqueu la torre mudèjar de Xèrica, vegeu «Torre de l'Alcúdia (Xèrica)». |

La torre de l'Alcúdia és una torre talaia ubicada a l'oest del municipi d'Agres (el Comtat), sobre un petit tossal rebaixat artificialment.

## Història
La torre està situada junt el barranc de Garlí, on naix la font del Molí Mató. Les aigües d'aquesta font reguen una important zona d'Agres situada junt la torre, i probablement això fou el motiu de l'aparició d'un assentament musulmà en aquesta àrea. L'assentament donaria lloc, amb posterioritat, a la construcció de la torre com a element defensiu, i potser també, pel control del camí entre Alfafara i Bocairent.
Diferents investigadors opinen que aquesta torre era independent del castell d'Agres, car els objectius del citat castell, el control de la sub-comarca de la Valleta d'Agres, ja s'assolien amb les dues torres situades al poble d'Agres.
Aquesta torre no apareix citada en cap document escrit de l'època, però s'ha datat al segle xi, per l'aparició de nombroses troballes de ceràmica als voltants de la torre.

## Estat actual
La torre de l'Alcúdia, de planta quadrangular, s'alça sobre una plataforma massissa de tapial de maçoneria. Es conserva un mur sencer de 7 m. i dos parcials de 6 m. El quart mur està completament enderrocat. Els murs estan bastits amb tapial de 0,90 m. De grossària i entre 0,82 i 0,85 m d'alçada. Malgrat la gran erosió de la part alta dels murs, es pot apreciar una zona possiblement emmerletada.
A la part sud de la torre s'han trobat indicis d'un enderrocament intencionat, motivat possiblement per la construcció d'un edifici adossat al segle xviii.

## Accés
La torre està situada a l'oest del municipi d'Agres, en la partida del mateix nom, en el camí entre Alfafara i Bocairent.